# Odorrana utsunomiyaorum
Odorrana utsunomiyaorum – gatunek płaza bezogonowego z rodziny żabowatych występujący endemicznie na japońskich wyspach Iriomote i Ishigaki. Nazwany na cześć herpetologów Taeko i Yasuki Utsunomiya. Cechuje się krępym ciałem i dorasta do 5,8 cm. długości. Zasiedla górskie potoki, w których rozmnaża się od lutego do kwietnia. Jest gatunkiem zagrożonym w związku z niewielkim zasięgiem występowania, degradacją środowiska oraz konkurencją ze strony inwazyjnej ropuchy agi.

## Informacje ogólne
Epitet gatunkowy pochodzi od nazwisk herpetologów Taeko i Yasuaki Utsunomiya badających batrachofaunę Wysp Yaeyama. Ciało dość krępej budowy z trójkątną głową o podobnej szerokości i długości. Samce dorastają do 4,0–4,8 cm. długości, a samice do 4,6–5,8 cm. Pysk spiczasty. Nozdrza znajdują się blisko czubka pyska. Kończyny przednie dość mocno zbudowane, palce nie są spięte błoną pławną, a ich opuszki rozszerzają się tworząc przylgi. Kończyny tylne dość krótkie, 2,7 razy dłuższe od kończyn przednich. Palce u stóp spięte są grubą błoną pławną, posiadają również przylgi na opuszkach. Grzbiet ma barwę od jasnobrązowej do zielonkawobrązowej. Pokryty jest również licznymi guzkami, klatka i brzuch są natomiast gładkie. Występuje słabo widoczna, przerywana fałda grzbietowo-boczna, brak natomiast fałdy nadbębenkowej. U samców obecna jest para worków rezonansowych. Gatunek sympatryczny w stosunku do spokrewnionego Odorrana supranarina, jest od niego natomiast znacząco mniejszy i posiada stosunkowo krótsze kończyny tylne.

## Zasięg występowania i siedlisko
Endemit. Występuje jedynie na japońskich wyspach Iriomote i Ishigaki, na których zasiedla okolice potoków płynących przez górskie lasy. W porównaniu do O. supranarina, O. utsunomiyaorum spotkać można na wyższych wysokościach bezwzględnych. W obszarach, gdzie te dwa gatunki są sympatryczne, O. utsunomiyaorum zasiedla mniejsze potoki w porównaniu do O. supranarina.

## Rozmnażanie i rozwój
Rozmnaża się od lutego do kwietnia. Jaja składane są w płytkich wodach górskich potoków. Samica składa około 100 żółtawobiałych jaj tworzących zwartą galaretowatą masę składającą się z trzech warstw, która przyczepiana jest do podwodnych kamieni. Pojedyncze jajo ma średnicę 3,2–4,2 mm.

## Status
Gatunek zagrożony (EN) w związku z małym, poszatkowanym zasięgiem występowania oraz postępującą degradacją jego środowiska naturalnego. Zagraża mu wylesianie, a także konkurencja ze strony inwazyjnej ropuchy agi, szczególnie na wyspie Ishigaki.